# Moslem Niadoost
Moslem Niadoost (persisch مسلم نیادوست; * 25. Juli 1990) ist ein iranischer Leichtathlet, der sich auf den Mittelstreckenlauf spezialisiert hat.

## Sportliche Laufbahn
Erste Erfahrungen bei internationalen Meisterschaften sammelte Amir Moradi bei den Asienmeisterschaften 2011 in Kōbe, bei denen er in 3:59,79 min Platz acht über 800 Meter belegte. Bei den Studentenweltspielen in Shenzhen schied er über 800 und 1500 Meter mit 1:52,08 min bzw. 3:48,93 min je in der ersten Runde aus. 2015 nahm er erneut an den Asienmeisterschaften in Wuhan teil und erreichte diesmal im 1500-Meter-Lauf in 3:46,41 min den sechsten Platz. Zwei Jahre später gewann er bei den Asienmeisterschaften in Bhubaneswar in 3:48,53 min die Bronzemedaille über 1500 Meter hinter dem Inder Ajay Kumar Saroj und Jamal Hairane aus Katar und schied im 800-Meter-Lauf mit 1:52,33 min in der Vorrunde aus. Anfang September belegte er bei den Asian Indoor & Martial Arts Games in Aşgabat in 3:58,65 min den sechsten Platz über 1500 Meter. 2018 nahm er über diese Distanz an den Hallenasienmeisterschaften in Teheran teil und wurde dort im Finale disqualifiziert. Im Jahr darauf erreichte er bei den Asienmeisterschaften in Doha mit neuer Bestleistung von 8:58,95 min den achten Platz im Hindernislauf und über 1500 Meter belegte er in 3:46,25 min Rang neun.
2012 und 2018 wurde Niadoost iranischer Meister über 1500 Meter.

## Persönliche Bestzeiten
- 800 Meter: 1:50,03 min, 7. Oktober 2013 in Teheran
  - 800 Meter (Halle): 1:52,55 min, 26. Januar 2017 in Teheran
- 1500 Meter: 3:44,63 min, 7. Juni 2017 in Rascht
  - 1500 Meter (Halle): 3:51,90 s, 25. Januar 2017 in Teheran
- 3000 m Hindernis: 8:58,95 min, 21. April 2019 in Doha